# Aeroportul Alula Aba Nega
Aeroportul Alula Aba Nega (IATA: MQX, ICAO: HAMK) este un aeroport din Etiopia ce deservește zona Mek'ele.
Situat la o altitudine de 2.257 m, aeroportul dispune de o singură pistă.